# رود كيلهير
رود كيلهير (بالإنجليزية: Rod Kelleher)‏ هو لاعب اتحاد الرغبي أسترالي، ولد في 8 نوفمبر 1947 في ويلينغتون في نيوزيلندا.